# هيروتو أراي
هيروتو أراي (باليابانية: 新井 博人) (مواليد 22 يونيو 1996) هو لاعب كرة قدم ياباني.

## وصلات خارجية
- هيروتو أراي على موقع رابطة كرة القدم اليابانية للمحترفين (اليابانية)
- هيروتو أراي على موقع قاعدة بيانات كرة القدم.إي يو (الإنجليزية)
- هيروتو أراي على موقع Soccerway.com (الإنجليزية)
- هيروتو أراي على موقع عالم كرة القدم.نت (الإنجليزية)